# Perugia Cup
Perugia Cup je bila avtomobilistična dirka, ki je med letoma 1924 in 1927 potekala v italijanskem mestu Perugia. Med dirkači je najuspešnejši Emilio Materassi z dvema zmagama, med moštvi pa Itala prav tako s po dvema zmagama.

## Zmagovalci
| Leto | Zmagovalec          | Moštvo  | Dirkališče | Poročilo |
| ---- | ------------------- | ------- | ---------- | -------- |
| 1927 | Gaspare Bona        | Bugatti | Perugia    | Poročilo |
| 1926 | Emilio Materassi    | Itala   | Perugia    | Poročilo |
| 1925 | Gastone Brilli-Peri | Ballot  | Perugia    | Poročilo |
| 1924 | Emilio Materassi    | Itala   | Perugia    | Poročilo |